# Huey Richardson
Huey L. Richardson Jr. (Atlanta, 2 febbraio 1968) è un ex giocatore di football americano statunitense che ha militato nel ruolo di defensive end nella National Football League (NFL). Al college giocò a football a Florida

## Carriera professionistica
Richarson fu scelto come 12º assoluto nel Draft NFL 1991 dagli Pittsburgh Steelers. Vi giocò solamente per una stagione e cinque partite, mettendo a segno due tackle. Col ritiro dello storico allenatore Chuck Noll, il nuovo coach Bill Cowher lo scambiò coi Washington Redskins. Dopo quattro partite sotto la media fu svincolato, firmando coi New York Jets. Con essi disputò sette partite nel 1992, chiudendo così la sua breve carriera professionistica. Nel 2008, ESPN lo ha nominato la 15ª peggiore scelta nel draft di tutti i tempi.

## Statistiche
| Partite             | 16 |
| Partite da titolare | 0  |